# Owcza Góra (Masyw Śnieżnika)
Owcza Góra (dawniej niem. Schafberg) – góra ze szczytem na wysokości 760 m n.p.m. znajdująca się w Masywie Śnieżnika w Sudetach, na terenie Śnieżnickiego Parku Krajobrazowego.

## Geografia i geologia
Szczyt wznosi się w odgałęzieniu Masywu Śnieżnika odchodzącym od Goworka w kierunku zachodu, stanowiąc niewielką kulminację wydzieloną dolinami potoków Nowinka od północy i Cieszyca od południa i zachodu. Z dalszą częścią masywu łączy się przez tzw. Owcze Łąki ku Gawlikowi.
Owcza Góra zbudowana jest z gnejsów, należących do metamorfiku Lądka i Śnieżnika, które wychodzą niewielkimi skałkami u podnóża góry nad Nowinką i Cieszycą. Porośnięta jest dolnoreglowym lasem świerkowym.

## Turystyka
U stóp Owczej Góry w Nowej Wsi znajduje się duży ośrodek wypoczynkowy.